# Хань Хань
Хань Хань (кит. 韩寒, пиньинь Hán Hán) — китайский автогонщик, певец, писатель, а также самый популярный в Китае блогер. Получил известность как писатель после выхода в 2000 году романа «Тройная дверь» (三重门), который разошёлся тиражом свыше 20 миллионов; это был самый успешный китайский бестселлер за последние 20 лет.